# هوهنفلد (مکلنبورگ-فورپومرن)
هوهنفلد (به آلمانی: Hohenfelde) یک شهر در آلمان است که در باد دوبران-لاند واقع شده‌است. هوهنفلد ۸۳۹ نفر جمعیت دارد.